# Epidendrum oligophyllum
Epidendrum oligophyllum är en orkidéart som beskrevs av Friedrich Carl Lehmann och Friedrich Fritz Wilhelm Ludwig Kraenzlin. Epidendrum oligophyllum ingår i släktet Epidendrum och familjen orkidéer. Inga underarter finns listade i Catalogue of Life.